# لويز من براونشفايغ-فولفنبوتل
لويزه أمالي من براونشفايغ-فولفنبوتل (بالألمانية: Luise Amalie von Braunschweig-Wolfenbüttel)‏ (29 يناير 1722 - 13 يناير1780)؛ هي ابنة فرديناند ألبرخت الثاني دوق براونشفايغ-فولفنبوتل وأنطوانيت أمالي من براونشفايغ-فولفنبوتل.

## العائلة
ولدت لويزه أمالي في قلعة بيفيرن؛ كانت ترتيبها السابع من أصل ثلاثة عشر ابناً لوالديها، الذين كانوا أبناء عمومة من الدرجة الثانية، خالاتها هن إليزابيث كريستين زوجة الإمبراطور كارل السادس ووالدة ماريا تيريزا من النمسا، وأيضا الدوقة شارلوت كريستين زوجة ألكيسي بيتروفيتش ولي عهد روسيا ووالدة بطرس الثاني إمبراطور روسيا، وإما عمها الوحيد الباقي على قيد الحياة إرنست فرديناند أصبح أمير بيفيرن بعد تنازل والدها عنها بعد استلام منصب أمير فولفنبوتل مؤسساً أسرة فيها استمرت حتى 1809.
في حين أشقائها هم كارل الأول دوق براونشفايغ-فولفنبوتل جد كارولين ملكة بريطانيا العظمى القرينة والأمير أنطون أولريخ والد إيفان السادس إمبراطور روسيا وإليزابيث كريستين ملكة بروسيا من خلال زواجها من فريدرخ العظيم وفي حين شقيقاتها الصغار صوفي أنطوانيت دوقة ساكس-كوبورغ-زالفلد جدة ليوبولد الأول ملك بلجيكا ويوليانا ماريا ملكة الدنمارك-النرويج من خلال زواجها من فريدريك الخامس هي جدة كريستيان الثامن ملك الدنمارك-النرويج وإما تيريز ناتالي أصبحت راهبة، وأشقائها الأخرين لودفيغ وفرديناند وفريدرخ كانوا من القادة العسكريين في الإمبراطورية الرومانية المقدسة ومملكة بروسيا، وإما الباقيين توفوا صغار.

## الزواج والذرية
بعد اتحاد بين عائلتها والعائلة البروسية الملكية في 1733 من خلال زواج مشترك بين أشقائها من أفراد من عائلة البروسية بحيث تزوجت شقيقتها إليزابيث كريستين من فريدرخ العظيم في يونيو 33، ومع أوائل يوليو تزوج شقيقها الأكبر كارل من الأميرة فيليبينه شارلوت، ومع 6 يناير 1742 بعد أن أصبحت شقيقتها الملكة؛ أصبحت لويزه متزوجة من ابن الثاني في العائلة الأمير أوغست فيلهلم البروسي هو ابن فريدرخ فيلهلم الأول ملك بروسيا وصوفي دوروتيا من هانوفر ابنة جورج الأول ملك بريطانيا العظمى؛ ولأن لم يكن لشقيقتها أبناء من زوجها، أصبحت ورثة العرش من خلال نسلها.
انجبت لويزه أمالي لـ أوغست فيلهلم أربعة أبناء:-
- فريدرخ فيلهلم الثاني ملك بروسيا (1744-1797)؛ خلفاً لعمه فريدرش العظيم؛ تزوج مرتين أولاً من ابنة خاله إليزابيث كريستين من براونشفايغ-فولفنبوتل لهم ابنة واحدة؛ ثم تزوج من فريديريكه لويزه من هسن-دارمشتات لهم ذرية.
- هاينريش (1747-1767)؛ توفي غير متزوج.
- فيلهلمينه (1751-1820)؛ تزوجت من فيليم الخامس أمير أورانيا وهما والدا فيلم الأول ملك هولندا.
- أميل (1758-1759)؛ توفي صغيراً.